# John Norman Collie
John Norman Collie FRS (10 de septiembre de 1859 – 1 de noviembre de 1942), normalmente citado como J. Norman Collie, fue un científico, montañero y explorador británico.

## Vida y obra
Entre los montañeros, a Collie se le recuerda sobre todo por sus ascensos pioneros en las Cuillin de la isla de Skye, pero también estuvo en los Alpes con William Cecil Slingsby y Albert F. Mummery.
En 1895, Collie, Mummery, y el también escalador Geoffrey Hastings marcharon al Himalaya para el primer intento mundial de alcanzar un ochomil, el Nanga Parbat. Estaban anticipándose en años, y la montaña obtuvo las primeras de sus muchas víctimas: Mummery y dos gurkhas, Ragobir y Goman Singh, murieron en una avalancha y nunca se les volvió a ver. La historia de esta expedición se narra en el libro de Collie, From the Himalaya to Skye ("Del Himalaya a Skye").
Después de obtener experiencia montañera en los Alpes, el Cáucaso y el Himalaya, en 1897 Collie se unió al Club de montaña Montes Apalaches por invitación de Charles Fay, y pasó el verano ascendiendo las Rocosas Canadienses. Desde 1898 hasta 1911, Collie visitó las Rocosas Canadienses cinco veces más, consiguiendo veintiún primeras ascensiones dando el nombre a más de treinta picos. En 1903, Collie y Hugh Stutfield publicaron un libro sobre la región que se convirtió en autoridad, Climbs and Explorations in the Canadian Rockies ("Ascensos y exploraciones en las Rocosas Canadienses").
La vocación de Collie era el montañismo, pero su carrera profesional fue la de científico. Consiguió un doctorado en Química con Johannes Wislicenus en Wurzburgo en 1884. Al regresar a Inglaterra, enseñó durante tres años en el Cheltenham Ladies College antes de unirse a la University College London (UCL) como ayudante de William Ramsay. Collie sirvió como profesor de Química Orgánica desde 1896 hasta 1913, y encabezó su departamento de Química desde 1913 hasta 1928. Llevó a cabo importantes investigaciones que llevaron al primer uso de rayos X para diagnóstico médico. Según Bentley, Collie "trabajó con Ramsay en los gases inertes, construyó la primera lámpara de neón, propuso una estructura dinámica para el benceno y descubrió la primera sal de oconio."
Collie murió en 1942 de neumonía después de caer en el Storr Loch un día de pesca. Está enterrado en un viejo cementerio en Struan, junto a Bracadale, junto a su antiguo guía en las Cuillin, John Mackenzie.

## Obras seleccionadas
- Collie, J. Norman, From the Himalaya to Skye (ISBN 1-904466-08-7).
- Collie, J. Norman (1902). Climbing on the Himalaya and Other Mountain Ranges. Edimburgo: David Douglas.

## Honores y sociedades
- Miembro de la Royal Society (1896)
- Miembro de la Royal Geographical Society (1897)
- Presidente del Alpine Club (1920 – 1922)
- Miembro del Mount Everest Committee (1921)
- Mount Collie en el Parque nacional Yoho y Sgurr Thormaid (Norman's Peak) en la Isla de Skye recibieron su nombre de Norman Collie.